# Козенс, Александр Рыцаревич
Александр Рыцаревич (Ричардович) Козенс (1763—1841) — русский государственный и военный деятель английского происхождения, генерал-майор, действительный тайный советник, шталмейстер, первый управляющий Государственным коннозаводством.

## Биография
Внук знаменитого кораблестроителя, капитан-командора, Ричарда Козенса, вызванного из Англии в Россию Петром I, сын неслужившего дворянина Рыцаря (Ричарда) Ричардовича Козенса. Родился в 1763 году и с самых юных лет находился под особенным покровительством великого князя Павла Петровича (ещё до восшествия его на престол) и по протекции последнего образование своё получил в Пажеском корпусе.
В 1778 году Козенс был произведён и Кирасирский Его Высочества Наследника полк и в продолжение нескольких лет находился при великом князе Павле Петровиче бессменным ординарцем.
Участвуя в войнах русско-шведской 1788—1790 годов и русско-польской 1792 года, Козенс, в чине подполковника (с 1791 года) Украинского лёгко-конного полка, отличился во многих сражениях и за сражение с поляками под Брест-Литовском был 2 сентября 1793 года награждён орденом св. Георгия 4-го класса (№ 521 по кавалерскому списку Судравского и № 1001 по списку Григоровича — Степанова)
За отличную храбрость, оказанную в сражениях против польских возмутителей.
В 1797 году Козенс был произведён в полковники и 31 марта 1798 года назначен командиром Черниговского кирасирского полка. Произведённый 21 января 1799 года в генерал-майоры, Козенс был назначен шефом Киевского кирасирского полка, однако через два дня он получил в шефство Харьковский кирасирский полк, который возглавлял до 15 ноября 1804 года.
Сколь ни велика была в нём страсть к военной службе, которую он называл пищей своей жизни, но Козенс, по стечению разных обстоятельств, решился оставить её в 1805 году и удалился в своё имение.
В 1819 году император Александр I принял Козенса на службу из отставки с пожалованием в шталмейстеры и назначением главным директом военных конских заводов, председателем военного конно-заводского управления и членом комитета об оных заводах, которые, находясь под его непосредственным управлением около 15 лет, приведены были в совершенное благоустройство по всем частям. За столь полезные труды Козенс неоднократно удостоивался монарших благоволений и высочайших наград, вплоть до ордена Святого Александра Невского включительно.
Совершенно расстроенное здоровье побудило Козенса в 1833 году просить об увольнении от службы. «С сожалением соглашаясь на оное» император Николай I уволил Козенса 22 декабря того же года от всех занимаемых им должностей с производством в действительные тайные советники.
Умер в Санкт-Петербурге 3 (15) октября 1841 года, после непродолжительной болезни. Похоронен на Смоленском евангелическом кладбище.
В некрологе было сказано: «Незабвенный сей муж, всеми любимый и уважаемый, соединял редкие душевные качества: твердость характера, сострадательность к ближним, благородство чувств с отличным добросердечием и праводушием. Желая всегда быть всем полезным, он находил всегда величайшее наслаждение в защите невинных, в покровительстве бесприютных и в утешении несчастных; как нежный супруг, попечительный отец и верный друг, он всегда держал главнейшим предметом своей заботливости — счастье и спокойствие своего семейства».
Его дядя, Александр Козенс, был известным английским художником-акварелистом.

## Награды
За свою службу Козенс был награждён многочисленными орденами, в их числе:
- Орден Святого Георгия 4-й степени (2 сентября 1793 года)
- Орден Святого Владимира 4-й степени
- Орден Святой Анны 3-й (с 1815 — 4-я) степени
- Командорский крест ордена Святого Иоанна Иерусалимского (12 апреля 1800 года)
- Орден Святой Анны 1-й степени (31 марта 1820 года) с императорской короной
- Орден Святого Владимира 2-й степени (15 апреля 1822 года)
- Орден Белого орла
- Орден Святого Александра Невского (1833 год)